# Bazil
Bazil sau Basil este un prenume masculin derivat din greaca veche (βασιλιϰά, βασιλίσϰος cu semnificația de „rege”). În limba română varianta cea mai răspândita a acestui nume este Vasile.

## Prenume
- Bazil G. Assan
- Bazil Dumitrean
- Basil Iorgulescu
- Bazil Marian
- Bazil Popa